# Voyage de l'exil républicain sur le Massilia (1939)
Le voyage du paquebot Massilia en 1939 est l'un des grands épisodes de l'exil républicain espagnol.
Il commence dans le port de la Pallice, à La Rochelle, le 19 octobre 1939 et se termine à Buenos Aires le 5 novembre 1939.
Ce voyage est célèbre pour avoir permis l'exil de nombreux républicains espagnols.

## Histoire
Le paquebot Massilia est le bâtiment de la route régulière Bordeaux-Buenos Aires jusqu'au début de la Seconde Guerre mondiale.
En septembre 1939, il transporte 384 personnes de diverses nationalités, la plupart réfugiés de la guerre en Europe, et notamment plus de la moitié sont des républicains espagnols, forcés à l'exil à la chute de la République. 
De nombreux passagers sont universitaires, professeurs, médecins, artistes et écrivains : le paquebot est pour cela connu comme le « bateau des intellectuels républicains espagnols ».

## La traversée
Pendant la traversée, le vaisseau reste menacé par les sous-marins allemands et doit éviter d'être visible : durant la nuit, il demeure éteint. 
Les passagers n'ont aucune nouvelle, et toute correspondance avec l'extérieur est interdite. 
Le paquebot évite de peu un sous-marin allemand situé près des côtes portugaises, et il n'est en sécurité qu'à proximité des côtes brésiliennes. Il fait ainsi une première escale à Rio de Janeiro, puis une deuxième à Montevideo.

## L'arrivée en Argentine
Originellement à destination du Chili, il prend finalement le cap de l'Argentine grâce à l'action de Natalio Botana, directeur du journal argentin Crítica, et peut accoster à Buenos Aires le 5 novembre 1939.
La majorité des passagers reste vivre en Argentine, pour construire une nouvelle vie, contribuant à l'activité de leur pays d'accueil. Certains sont devenus des figures reconnues en Argentine.

## Passagers célèbres
- Elpidio Villaverde, homme politique ;
- Salvador Valverde, écrivain ;
- Amparo Alvajar, écrivaine[10] ;
- Arturo Cuadrado, journaliste et poète[11] ;
- José Ruiz del Toro; avocat ;
- Elena Fortún, écrivaine[12] ;
- Eusebio de Gorbea, écrivain et militaire ;
- Manuel Ángeles Ortiz, peintre ;
- Gori Muñoz, peintre.